# Steve Collins (żużlowiec)
Stephen „Steve” Collins (ur. 8 czerwca 1966 w Manchesterze) – brytyjski żużlowiec.

## Życiorys

### Kariera sportowa
Startował w lidze brytyjskiej, w barwach  Arena Essex Hammers, Birmingham Brummies i Cradley Heath Heathens.

### Życie prywatne
Brat Petera Collinsa, Lesa Collinsa, Phila Collinsa i Neila Collinsa, również żużlowców.

## Przynależność klubowa
Wielka Brytania
- Arena Essex Hammers (1984)
- Birmingham Brummies (1985)
- Cradley Heath Heathens (1984–1985)